# Preseško Jezero
Preseško Jezero (nemško Presseggersee) je naselje občine Šmohor - Preseško jezero v okraju Šmohor na Koroškem v Avstriji.